# Ornitholestes
Ornitholestes (nghĩa là "kẻ trộm chim") là một chi khủng long theropoda nhỏ sống vào thời kỳ Jura muộn (thành hệ Morrison, giữa tầng Kimmeridge, chừng 154 triệu năm trước) tại miền tây Laurasia (vùng mà ngày nay sẽ trở thành Bắc Mỹ).